# 那覇海軍航空施設
那覇海軍航空施設 (なはかいぐんこうくうしせつ 英語 Naval Air Facility Naha) は沖縄戦でアメリカ海軍が日本海軍の小禄飛行場を占領後、敷設した航空施設。1975年に返還され、現在は那覇空港として使用されている。

## 概要
那覇海軍航空施設（施設番号：FAC6089） 
場所：那覇市
面積：約820,000㎡
現在、沖縄の玄関口「那覇空港」がある小禄半島の小禄村は、そのほぼ全域 (83%) が米軍基地として長らく接収されていた。
| 沖縄返還協定での名称 | 沖縄返還協定での名称     | 旧名称                   | 備考                 |
| -------------------- | ------------------------ | ------------------------ | -------------------- |
| 64                   | 那覇港湾施設             | 那覇軍港                 |                      |
| 65                   | 那覇サーヴィス・センター | 那覇サーヴィス・センター | 返還                 |
| 66                   | 那覇空軍・海軍補助施設   | 那覇空軍・海軍補助施設   | C表: 空自 那覇基地   |
| 67                   | 那覇サイト               | 那覇陸軍補助施設         | B表: 空自 那覇基地   |
| 89                   | 那覇海軍航空施設         |                          | 返還 沖縄空港        |
|                      | 那覇ホイール地区         |                          | C表: 陸自 那覇駐屯地 |

## 歴史

### 日本海軍 小禄飛行場

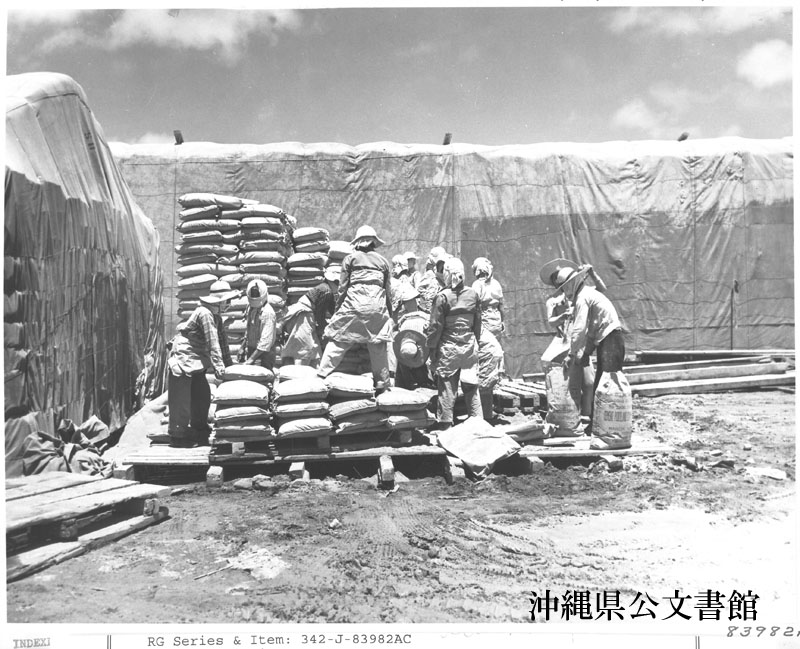
軍作業。那覇空軍基地で排水施設建設工事現場にセメント袋を積む女性達｡1953年6月13日。(沖縄公文書館)

1933年、旧日本軍により強制接収され小禄海軍飛行場が建設される。鏡水 (かがみみず) 地区から大嶺地区まで L字型の滑走路が構築された。
1936年、通信省と航空局が台湾と本土間の定期就航の沖縄基地として接収し軍民共同の空港として拡張される。

1942年、太平洋戦争の勃発により、管轄が海軍省にもどり「海軍小禄飛行場」に改称。

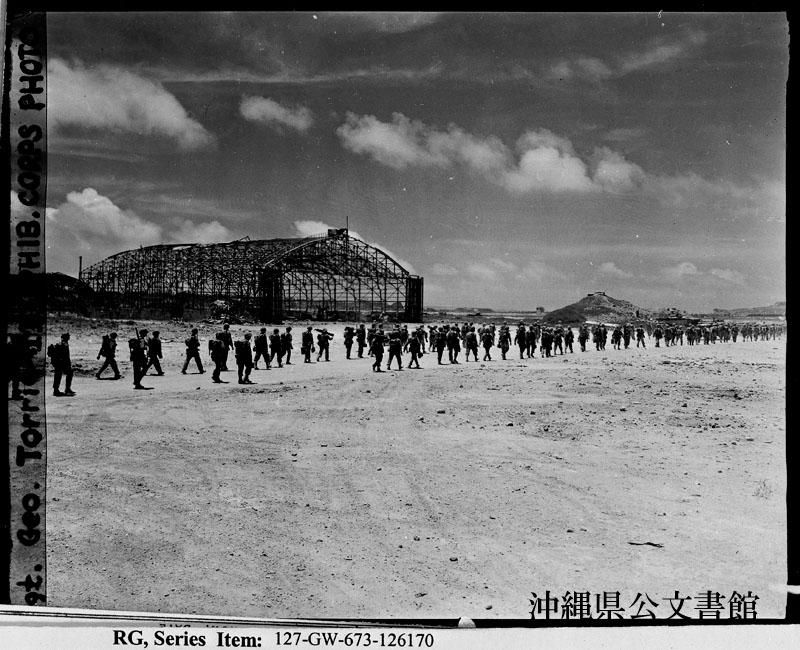
日本軍の骨組みだけになった小禄飛行場の施設を横切って行軍する第2海兵師団第8連隊の海兵隊員。1945年6月16日。(沖縄公文書館)

### 米海軍 那覇海軍航空施設
1945年6月4日、米軍が小禄に上陸する。小禄の戦いが始まる。
1947年、パンナムの就航が始まる。
1953年、米軍はさらに基地を東側に拡大するため具志地区に武装兵を出動させ銃剣とブルドーザーで49,500 ㎡を強制接収。あらたに那覇空軍・海軍補助施設を作る。
1950年代後半、ナイキミサイル基地として那覇サイトが構築される。
1972年月15日、「那覇海軍航空施設」として提供開始（使用主目的：飛行場）。
1975年6月27日、全返還。那覇空港となる。

## 小禄村大嶺
旧小禄村大嶺は、現在の那覇空港の滑走路や西側の海岸にあった。大嶺（ウフンミ）は、独自のハーリーの伝統や言葉づかいをもち、半農半漁で豊かな集落として栄えた。沖縄戦前に小禄飛行場建設で土地を強制収用、さらに戦後は米軍施設、那覇空港・自衛隊施設として使用されているため、戦後、大嶺の人々は、東側の田原や宇栄原に新しい集落を造った。那覇市字田原にある新部落建設顕彰碑には以下のように書かれている。
昭和23（1948）年当時、旧小禄村の総面積の83％が米軍用地として接収されていた。特に部落全部を接収された字大嶺、鏡水、安次嶺、金城、当間、赤嶺は住む場所がなく、高良と宇栄原に密集して住まなければならない状態であった。時に小禄村の人口は約1万5千人、3世帯同居も珍しくなかった。
　戦災のため自分の字に戻ることも出来ない人たち（借地人）と地元字民とのトラブルが起こり、村議会では村民全体の融和と民生安定をはかる立場から真剣に打開策を検討した。その結果昭和28（1953）年、関係5字によって新部落建設期成会が結成された。
　小禄長田原、不知嶺原の土地3万5千坪の買収が行われたが、そこは畑地と原野で占められた丘あり谷ありの起伏の激しい土地であった。現在の大嶺付近は小高いやまで、間には水溜まり（池）があった。当間の東側一帯は小禄一の高いやまがあり、また鏡水付近は小高くなって安次嶺との接点付近は絶壁であった。
　工事は難渋が予想されたが村当局と期成会が一体となり、当時の米民政府、米軍、琉球政府農林局に陳情を重ね、ついにその機械力投入によって、昭和33（1958）年、宅地造成、区画整理が完成した。
　宅地は抽選で字別に区分され、各人に分け与えられた。このように立派な住宅地が出来上がったのも、多数の関係者のご努力とご協力の賜物である。記念事業年にあたり新部落建設関係者の皆様に対し深く感謝の意を表すると共にその勇挙を伝えるためにここに新部落建設顕彰碑を建立するものである。
平成6（1994）年3月吉日 新部落期成会
沖縄県立埋蔵文化財センターは平成27年から28年にわたって那覇空港新築工事等に伴う「大嶺村跡」の発掘調査をおこない、その結果をまとめている。